# Jordi Oró i Puig
Jordi Oró i Puig   (Artesa de Lleida, 1950) és un pagès jubilat i cantautor català representatiu de la Nova Cançó a Ponent dels anys 1970.

## Trajectòria
Començà a tocar la guitarra als 19 anys al grup musical local Els Tartanys (1969-1972). El maig de 1974 guanyà al primer premi del 8è Festival de la Cançó Catalana convocat pel Centre Comarcal Lleidatà de Barcelona, i el 7 d'abril del mateix any cantà al claustre de la Seu Vella de Lleida en un dels primers recitals de cançó catalana a Ponent.
L'any 1975, a recer del grup teatral L'Esquella dels Locals parroquials de Santa Maria Magdalena, s'anà forjant el Grup Ponent, un grup de cançó format per cinc cantautors que actuaven junts però cantaven per separat, format per quatre membres a més de Jordi Oró, el més gran d'edat amb 25 anys. En formaren part el Josep Borrell «Xerric», amb acompanyament musical de Carles Juste «Lo Beethoven», Maite Álvaro «Teima» i Miquel Sancho. Més endavant s'hi afegiria el cinquè membre, Miquel Àngel Tena.
La mort del dictador Francisco Franco aquella tardor en va fer endarrerir la presentació pública tres mesos perquè no se'ls aprovaren els obligats permisos per part de la censura governativa. Mentrestant, durant l'hivern participaren en diversos actes socials en suport al nom i l'obra del poeta que des d'un institut de secundària lleidatà es volia adoptar per al centre, Institut Màrius Torres, fet al qual l'últim govern de la Paeria franquista s'hi havia negat el 1976.
Finalment, el Grup Ponent va poder debutar davant del públic el febrer de 1976 al pavelló esportiu l'Antorxa dels Camps Elisis amb proclames constants d'«Amnistia i Llibertat!» i «Màrius Torres, institut!». Jordi Oró fou un dels primers a musicar els poemes del poeta lleidatà. L'èxit d'aquell acte causà gran impacte en les autoritats franquistes locals, fins al punt que motivà la suspensió del concert «Cançons per la llibertat», que el grup havia previst a Cervera a finals d'aquell mateix mes de febrer. Això no obstant, el Grup Ponent actuà de manera constant en festes majors i setmanes culturals dels pobles ponentins.
L'abril de 1975 arribà la I Trobada de la Cançó de les Terres de Lleida, que se celebrà amb gran èxit a Guissona. Jordi Oró, amb cançons directes i reivindicatives sobre la problemàtica rural i amb una veu potent i clara, esdevingué un cantautor popular i estimat. El Grup Ponent anà creixent amb noves veus, les del duo balaguerí Pau Gabarrella i Miquel Montañés, i Víctor Farré. Problemes amb intermediaris musicals en van provocar la ruptura l'agost d'aquell mateix any. Tant el Grup Ponent, per una banda, com Jordi Oró, per l'altra, continuaren amb les actuacions, recitals i festivals, sovint coincidint novament sobre els escenaris fins a finals de la dècada del 1970. El setembre de 1976 participà en les Sis Hores de Cançó de Bellpuig al costat de noms com Marina Rossell, Celdoni Fonoll, Xavier Ribalta i Ovidi Montllor.
El març de 1977, Oró prengué part com a pagès en la primera gran manifestació agrària de Ponent, convocada per la Unió de Pagesos, que consistí en una gran tractorada als vorals de la N-2 al Pla d'Urgell que durà set dies. Com a comiat reivindicatiu de la gesta, Oró hi feu un recital al pavelló de Sidamon. Al llarg d'aquell any i el següent, el cantautor artesenc participà en diversos actes, com a la denominada Festa Expressiva en homenatge als intèrprets d'Els Joglars, represaliats pel govern espanyol per l'obra La Torna sobre l'execució de Salvador Puig Antic el 1974.
Més endavant, amb l'acompanyament instrumental de Joan Cassola, Jaume Olivé i Carles Juste, l'any 2003 va gravar el CD Un batec lliure, arreplegant-hi totes les cançons de la dècada del 1970. L'any 2010, amb els músics Joan Cassola i Josep Rebull, va crear un grup de versions de folk-rock que es deia Nemon-hi!. Jordi Oró és també l'autor del llibre Els Tartanys a la terra de la música (2017), on explica els orígens familiars, la poca formació musical durant la dictadura en el context rural d'Artesa de Lleida, l'evolució musical en festes, balls i envelats de poble, els inicis musicals d'Els Tartanys i els directes com a cantautor.
L'any 2023 publicà el llibre de memòries Cròniques d'un pagès cantautor, en què repassa com va viure en primera línia aquells anys d'actuacions musicals guitarra en mà en recitals de reivindicacions culturals i socials.